# 附白一
水蛇座γ，又名CP-74 276，HD 24512、SAO 256029、HR 1208，是水蛇座的一颗恒星，视星等为3.24，位于銀經289.13，銀緯-37.8，其B1900.0坐标为赤經3h 48m 47s，赤緯-74° -37.8′ 44″。